# Das Opernmagazin
Das Opernmagazin – Das Opern- und Kulturmagazin im Internet von Detlef Obens, stilisiert als „DAS OPERNMAGAZIN“, ist eine deutschsprachige Website für Aufführungsrezensionen, Künstlerinterviews und Kommentare zum Kulturgeschehen. Neben Artikeln des Herausgebers erscheinen hier seit 2010 Beiträge von einem Team aus festen Autoren und Gastautoren.
Das Magazin hatte seinen Ursprung als Rubrik „Opera! Musica!“ des Blogs „Obensbloggt.de“, der zunächst zu „obensbloggt.de — das opernmagazin“ und letztlich zu „Das Opernmagazin“ umbenannt wurde. Seit der COVID-19-Pandemie werden Interviews mit Kulturschaffenden auch per Videokonferenz geführt. Dabei entstand auch eine Reihe von Videos, in denen Obens als Gastgeber von Bariton Aris Argiris unterstützt wurde.